# 恋という名の翼
『恋という名の翼』（こいというなのつばさ）は、1995年5月17日に発売された山根康広6枚目のシングル。発売元は日本クラウン。

## 概要
「Everyone」に続く、3rdアルバム「Born in 66」からの2枚目の先行シングル。CDパッケージには透明トレイが使用されている。ミュージック・ビデオとCMは同じシチュエーションで制作された。

## 収録曲
全曲共通　作詞・作曲・編曲：山根康広　
1. 恋という名の翼 (4:56)
ヤクルト本社「ミルージュ」CMソング・本人出演。
2. a tear's waltz (4:19)
3. 恋という名の翼（オリジナル・カラオケ）(4:56)
4. a tear's waltz（オリジナル・カラオケ）(4:19)

## 収録アルバム

### 恋という名の翼
- オリジナル『Born in 66』（1995年9月20日）
- ベスト『THE MARK』（1997年11月21日）
- ライブ『VERY BEST of THE LIVE Roll Over』（1999年3月18日）
- ベスト『BLUE/10th.ANNIVERSARY BEST』（2002年8月21日）

### a tear's waltz
- オリジナル『Born in 66』（1995年9月20日）
- ベスト『THE MARK#2 ANOTHER TRACKS VOLUME2』（1999年3月18日）